# Мощинки
Мощинки— деревня в Смоленской области России, в Смоленском районе. Население — 769 жителей (2007 год). Расположена в западной части области в 19 км к северу от г. Смоленска. 
Входит в состав Стабенского сельского поселения. Автобусное сообщение со Смоленском. Улицы: Лесная, Садовая, Фермерская. «Жуковский психоневрологический интернат с обособленным спецотделением». Отделение милиции.

## История
В июне 1967 года приказом комитета по социальному развитию образован дом — интернат для престарелых. Позднее он переименован в психоневрологический интернат с обособленным спецотделением. А распоряжением Губернатора Смоленской области от 23.12.2010 г. создано уже смоленское областное государственное автономное учреждение «Жуковский психоневрологический интернат с обособленным спецотделением».
Сейчас это крупное, современное, стационарное медико-социальное учреждение, рассчитанное на 560 мест.
--
В 2008 году в деревне Мощинки Смоленского района при центре открылось отделение временного проживания бомжей на 50 койко-мест.

## Экономика
Почтовое отделение, магазин.

## Известные уроженцы
- Городецкий, Георгий Дмитриевич  (1923—1988) —  советский военный деятель, генерал-лейтенант